# پیهمبری
پیهمبری (به انگلیسی: Payhembury) یک روستا و محله مدنی در بریتانیا است که در East Devon واقع شده‌است. پیهمبری ۶۸۲ نفر جمعیت دارد.